# ترونوسکه تاکزای
ترونوسکه تاکزای (انگلیسی: Terunosuke Takezai؛ زادهٔ ۷ آوریل ۱۹۸۰) بازیگر اهل ژاپن است. وی از سال ۱۹۹۵ میلادی تاکنون مشغول فعالیت بوده‌است.
از فیلم‌ها یا برنامه‌های تلویزیونی که وی در آن نقش داشته‌است می‌توان به ۱۳ ارباب شوگون اشاره کرد.